# Le Vernois
Le Vernois település Franciaországban, Jura megyében. Lakosainak száma 291 fő (2022. január 1.). Le Vernois Voiteur, Lavigny és Le Louverot községekkel határos.

## Népesség
A település népességének változása:
| Lakosok száma | 142  | 220  | 229  | 268  | 296  | 311  | 308  | 292  | 289  | 291  |
|               | 1968 | 1982 | 1990 | 2006 | 2013 | 2015 | 2017 | 2019 | 2020 | 2022 |